# Калижанов, Уалихан Калижанулы
Уалихан Калижанулы Калижанов (каз. Уәлихан Қалижанов; род. 18 марта 1948, с. Сергеевка, Жамбылский район, Алматинская область, КазССР, СССР) — советский и казахстанский учёный, доктор филологических наук (1998), академик АГН Республики Казахстан (1996), академик (2017) и член Президиума Национальной академии наук Казахстана (НАН). Председатель Центрального регионального отделения НАН РК (г. Астана), член Президиума НАН Казахстана. Лауреат премии имени Ч. Валиханова за лучшее научное исследование в области гуманитарных наук.
С февраля 2012 года — директор Института литературы и искусства им. М. О. Ауэзова Комитета науки Министерства образования и науки Республики Казахстан.

## Биография
Родился 18 марта 1948 в с. Сергеевка Алматинской области КазССР. Происходит из рода жаныс племени дулат В 1971 году окончил филологический факультет Казахского государственного университета им. С. М. Кирова со специальностью «Филолог, преподаватель казахского языка и литературы», после чего устроился на работу собственным корреспондентом и старшим корреспондентом в алматинской областной газете «Жетісу». Заочно окончил аспирантуру Казахского государственного университета им. С. М. Кирова, защитив кандидатскую диссертацию на тему «Жизнь и творчество поэта Акмоллы».
С марта 1978 — инструктор Отдела пропаганды и культурно-массовой работы ЦК ЛКСМ Казахстана (г. Алматы). В 1979—1980 годах — заведующий сектором печати Отдела пропаганды ЦК ЛКСМ Казахстана. С сентября 1980 по декабрь 1986 года — редактор газеты «Ұлан» («Қазақстан пионері») ЦК ЛКСМ Казахстана. С декабря 1986 по апрель 1994 года — главный редактор республиканской общественно-политической газеты «Лениншіл жас» (ныне «Жас алаш») ЦК ЛКСМ Казахстана.
С 1994 г. — депутат Верховного Совета РК 13-го созыва, заместитель председателя Комитета по культуре, печати, средствам массовой информации и общественным объединениям. С марта 1995 года — заместитель министра печати и массовой информации РК. С декабря 1995 года — заместитель заведующего отделом внутренней политики Администрации Президента РК. С июля 1996 года по декабрь 1998 года — главный редактор республиканской газеты «Егемен Қазақстан». С декабря 1998 года — заместитель директора Департамента по развитию языков Министерства информации и общественного согласия РК. С апреля 1999 года — руководитель пресс-службы, пресс-секретарь Сената Парламента РК. С октября 1999 года — депутат Мажилиса Парламента РК 2-го созыва (Талгарский избирательный округ № 10 Алматинской области), член Комитета по международным делам, обороне и безопасности. Заместитель руководителя депутатской группы «Ақиқат», председатель депутатской комиссии по делам миграции и связям с соотечественниками.
Член президиума политсовета Союза «Народное единство Казахстана» (1993—1995); член политсовета партии «Отан» (ноябрь 2002 — июль 2006).
В 1999 году защитил диссертацию на тему «Религиозно-просветительское течение казахской литературы конца ХІХ — начала XX веков» на соискание ученой степени доктора филологических наук.
С 2004 года — депутат Мажилиса Парламента РК 3-го созыва.
С 2007 по 2012 г. — депутат Мажилиса Парламента РК 4-го созыва, член Комитета по международным делам, обороне и безопасности.
С февраля 2012 года — директор Института литературы и искусства им. М. О. Ауэзова Комитета науки Министерства образования и науки Республики Казахстан.
С апреля 2017 года — член Национальной комиссии по реализации программы модернизации общественного сознания при Президенте Республики Казахстан.
Входит в состав национальных научных советов по приоритетному направлению «Интеллектуальный потенциал страны».

## Семья
Жена: Балтаева Умитжан (1949 г. р.). Дети: дочь — Айгуль (1972 г. р.), сын — Марат (1977 г. р.), внук — Адиль (1997 г. р.).

## Признание и награды
- Грамота Верховного Совета Республики Казахстан.
- Памятная медаль «Астана» (1998).
- Юбилейная медаль «Қазақстан Республикасының тәуелсіздігіне 10 жыл» (2001).
- Почётное звание «Қазақстанның Еңбек сіңірген қайраткері» (2004).
- Юбилейная медаль «Қазақстан Конституциясына 10 жыл» (2005).
- Юбилейная медаль «Қазақстан Республикасының Парламентіне 10 жыл» (2006).
- Юбилейная медаль «Астананың 10 жылдығы» (2008).
- Орден «Құрмет» (2011).
- Юбилейная медаль «Қазақстан Республикасының тәуелсіздігіне 20 жыл» (2011).
- Лауреат премии имени Ч.Валиханова за лучшее научное исследование в области гуманитарных наук (2012)[3].
- Медаль «МПА СНГ. 25 лет» (27 марта 2017 года, Межпарламентская ассамблея СНГ) — за заслуги в деле развития и укрепления парламентаризма, за вклад в развитие и совершенствование правовых основ функционирования Содружества Независимых Государств, укрепление международных связей и межпарламентского сотрудничества[8].

Почётные звания:
- Заслуженный деятель Республики Казахстан.
- Член Союза писателей Казахстана.
- Почётный журналист Казахстана.
- Лауреат премии Союза журналистов Казахстана.

## Научная деятельность
У. Калижанов — автор множества статей и 15-ти художественных и публицистических книг:
- «Мәшһүр Жүсіп» (Алматы: «Атамұра») (1998);
- «Президент: көзбен көргендер мен көңілге түйгендер» (Алматы: «Шартарап») (1998);
- «Жәдитшіл жырлар: Тарихи зерттеулер» (Алматы: «Санат») (1998);
- «Сыр сандықты ашып, қара» (Алматы: «Құс жолы») (2008);
- «Көңіл көкжиегі» (Алматы: «Құс жолы») (2008);
- «Қазақ әдебиетіндегі діни-ағартушылық ағым» (Алматы: «Құс жолы») (2008);
- «Замана сыны» (2011);
- «Ойкөз» (2012), в которую включены новые научные статьи, публицистика и эссе.

В 2008 году в переводе У. Калижанова на казахском языке издан роман Георгия Гулия «Сказание об Омар Хайяме» (2 тома).
Некоторые статьи:
- Казахская литература в мировом контексте
- Уалихан Калижанов. Память и независимость. журнал "Нева" 2015, №12 (2015). Дата обращения: 22 мая 2018.